# The Prayer
The Prayer é uma canção originalmente gravada pela cantora canadense Celine Dion em dueto com o tenor italiano Andrea Bocelli. Foi escrita por David Foster, Carole Bayer Sager, Alberto Testa e Tony Renis. O grupo celta irlandês Celtic Woman performou esta canção no espetáculo A New Journey, de 2007.

## Informações
Foi originalmente gravada pela cantora canadense Celine Dion em dueto com o tenor italiano Andrea Bocelli, tendo sido incluída na discografia de ambos (no álbum These Are Special Times, de Dion, e Sogno, de Bocelli). Por fazer parte da trilha sonora do longa Quest for Camelot, a canção ganhou o Golden Globe de "Melhor Canção Original", tendo sido indicada também ao Grammy Award de "Best Pop Collaboration with Vocals" e ao Oscar de melhor canção original.

## Faixas
1. "The Prayer" (Celine Dion e Andrea Bocelli) – 4:29
2. "The Prayer" (Celine Dion) – 2:48
3. "The Prayer" (Andrea Bocelli) – 4:10